# Istoricitate
Istoricitatea desemnează caracterul istoric al persoanelor și evenimentelor, adică însușirea de a fi parte a istoriei și nu a unui mit istoric, a unei legende sau a unei ficțiuni. Istoricitatea unei afirmații cu privire la trecut se referă la statutul său faptic. Ea indică existența, autenticitatea și factualitatea și se concentrează pe valoarea adevărată a afirmațiilor cu privire la trecut.
Unii teoreticieni caracterizează istoricitatea ca o dimensiune a tuturor fenomenelor naturale care au loc în spațiu și timp. Alți cercetători o consideră un atribut rezervat anumitor fenomene umane, în acord cu practica istoriografiei. Herbert Marcuse a explicat că istoricitatea este cea care „definește istoria și, astfel, o distinge de «natură» sau de «economie»” și „semnifică sensul pe care-l avem în vedere atunci când spunem despre ceva că este «istoric»”. Dicționarul Blackwell de Filozofie Occidentală definește istoricitatea ca „indicând caracterul situației noastre umane de a fi situați în anumite circumstanțe istorice și temporale concrete”. Pentru Wilhelm Dilthey istoricitatea identifică ființele umane ca fiind persoane istorice unice și concrete.
Cercetarea istoricității urmărește nu doar să descopere „ce s-a întâmplat cu adevărat”, ci, de asemenea, să identifice modul în care observatorii moderni pot ajunge să cunoască „ce s-a întâmplat cu adevărat”. Acest al doilea aspect este strâns legat de metodologia și practica cercetării istorice pentru analizarea fiabilității surselor primare și a altor dovezi. Deoarece diversele metodologii analizează în mod diferit istoricitatea, nu este posibilă reducerea istoricității la o singură structură care trebuie reprezentată. Unele metodologii (ca de exemplu istoricismul) pot face ca istoricitatea să fie supusă unor construcții ale istoriei bazate pe o angajare profundă a cercetătorului.
Chestionarea istoricității este deosebit de relevantă în cazul relatărilor literare sau subiective ale unor evenimente din trecut. De exemplu, istoricitatea Iliadei a devenit un subiect de dezbatere ca urmare a faptului că descoperirile arheologice ulterioare sugerează că epopeea homerică s-a inspirat dintr-un eveniment adevărat.
Cercetarea istoricității apare frecvent în legătură cu studiile de istorie a religiei. În aceste cazuri, gradul mai mic sau mai înalt de angajare al cercetătorului poate influența alegerea metodologiei de cercetare.

## Vezi și
- Istoricism
- Istoricitate (filozofie)